# گیل پیج
گیل پیج (انگلیسی: Gale Page؛ ۲۹ ژوئیهٔ ۱۹۱۳ – ۸ ژانویهٔ ۱۹۸۳) یک هنرپیشه اهل ایالات متحده آمریکا بود. وی بین سال‌های ۱۹۳۸ تا ۱۹۶۴ میلادی فعالیت می‌کرد.
از فیلم‌ها یا برنامه‌های تلویزیونی که وی در آن نقش داشته است می‌توان به چهار دختر، نوت راکنی آمریکایی اشاره کرد.